# Gerben Tuin
Gerben Tuin (* 1983) ist ein niederländischer Schauspieler, Regisseur und Theaterautor.

## Leben
Gerben Tuin besuchte von 1995 bis 2001 das Gemeentelijk Gymnasium in Hilversum. Von 2002 bis 2010 studierte er Angewandte Physik an der TU Delft. Sein Studium schloss er mit einem Ingenieur-Diplom ab. Im Schuljahr 2011/12 arbeitete er als Physiklehrer am Emmaus College in Rotterdam.
Im Alter von 11 Jahren begann Tuin bereits mit dem Theaterspielen. Eine seiner ersten Rollen war Polonius in Hamlet. Tuin, der seine schauspielerischen Fähigkeiten u. a. durch verschiedene Workshops zu Stanislavski und Shakespeare erwarb, wirkte ab 2008, dann regelmäßig seit 2010, als Theaterschauspieler in den Niederlanden in mehreren Theaterproduktionen mit. Seit 2010 tritt er hauptsächlich in niederländischen Theaterproduktion in Englischer Sprache auf.
Von 2010 bis 2012 war er Mitglied der Theaterkompagnie „TheArte of Theatre“ (TAT Company). 2010 übernahm er dort die Hauptrolle des Vincent van Gogh in dem Theaterstück Vincent in Brixton von Nicholas Wright in der holländischen Erstaufführung des Stücks in Amsterdam.
Im August 2012 wurde er Mitglied des niederländischen Theaterensembles „The Dutch Factory“, einer Theatergruppe, die Shakespeares Texte in Originalsprache und mit Elementen des Improvisationstheaters meist unter der Regie des britischen Regisseurs Tim Carroll (English Shakespeare Company, The Northcott Theatre, Shakespeare’s Globe) aufführt. Im April 2014 übernahm er dort bei in der  Premiere der Shakespeare-Produktion Ein Sommernachtstraum die Rollen Lysander und Flute; bei späteren Aufführungen spielte er auch die Rollen Oberon, Theseus, Bottom und Demetrius. Mit „The Dutch Factory“ spielte Tuin im April 2015 den Romeo in Romeo & Juliet; in späteren Aufführungen übernahm er auch die Rollen Mercutio und Mr. Capulet. Im April 2015 gastierte er in einer Produktion des Shakespeare’s Globe Theatre in London mit den Sonnett Walks; gemeinsam mit der Schauspielerin Amber Teterissa präsentierte er Shakespeares Sonette in den White Hall-Gärten. Bei der Wiederaufnahme von Romeo & Juliet in der Saison 2015/16, in einer Neufassung für sechs Darsteller, spielte Tuin ab September 2015 abwechselnd den Romeo, und die Rollen Mercutio-Capulet-Friar Laurence.
Gerben Tuin ist außerdem Ensemblemitglied der „Orange Tea Theatre Company“ in Amsterdam. Dort spielte er u. a. in den Stücken American Midget (2011), Hertz (2012, als Co-Hauptdarsteller) und Borderlands (2016). Im November 2016 spielte er die Rolle des Kreon in Antigone am International Theatre in English (iTie) in Amsterdam.
Neben seiner schauspielerischen Arbeit trat Tuin auch als Theaterregisseur und Theaterautor hervor. 2013 schrieb er, in holländischer Sprache, sein erstes Theaterstück Cabaret, nach dem gleichnamigen Film und dessen literarischer Vorlage, bei dessen Uraufführung im Juli 2013 er auch Regie führte. Das Stück wurde bei Aufführungen in Delft und Umgebung gezeigt. Er verfasste außerdem eine Adaption von Enrico IV. von Luigi Pirandello, wo er ebenfalls die Regie übernahm. Die Uraufführung fand im Juni 2015 im Flora Theatre in Delft statt. Weiters schrieb er ein eigenes Theaterstück Elena, das im Mai 2016 bei der Amsterdamsche Studenten Tooneel Vereeniging (A.S.T.V.) „Kothurne“ 2016 uraufgeführt wurde, und bei dem er ebenfalls die Regie übernahm.
Tuin arbeitete auch für den Film und das niederländische Fernsehen. Er wirkte in einigen Kurzfilmen und Werbespots mit. In der 4. Staffel der ZDF-Serie Heldt, die ab September 2016 im ZDF ausgestrahlt wurde, spielte er in einigen Folgen den Ermittler Jan Kramer, den zeitweisen Nachfolger von Kriminalkommissar Nikolas Heldt (Kai Schumann). In der 5. Staffel der Serie war er im Januar 2018 in einer Episodenrolle erneut zu sehen; als Jan Kramer hilft er bei der Aufklärung eines ungeklärten Falls mit, an dem er als damaliger Undercover-Ermittler des Drogendezernats beteiligt war.
2011 und 2012 trat er mit dem Ensemble „Il duo + Uno“ als Straßenmusiker beim Straßenmusikerfestival in Leiden auf. Tuin, der neben seiner Muttersprache Holländisch, auch Englisch, Deutsch, Französisch und Schwedisch spricht, lebt in Amsterdam.

## Filmografie (Auswahl)
- 2014: In de schaduw (Kurzfilm)
- 2014: Ik Hartje Oost (Spielfilm)
- 2015: Et dimanche le déluge (And Sunday, the Deluge) (Kurzfilm)
- 2016: Heldt: Alles anders (Fernsehserie; Episodenrolle)
- 2016: Heldt: Der Kronzeuge (Fernsehserie; Episodenrolle)
- 2018: Heldt: Holland in Not (Fernsehserie; Episodenrolle)